# Лъжичина
Лъжичината, още чеснова трева (Alliaria petiolata), е двугодишно тревисто растение. Растението е включено и в списъка на лечебните растения съгласно Закона за лечебните растения.

## Описание
Стеблото е високо 1 метър, обикновено неразклонено. Листата са прости, приосновните бъбрековидни с дълги дръжки, а стеблените сърцевидно-овални с къси дръжчици или приседнали. Цветовете са събрани в гроздовидни съцветия. Чашката е четирилистна. Венчето е бяло също четирилистно. Плодът е неправилна четиристенна гола шушулка. Семената са с надлъжни бразди. Цялото растение притежава чеснов вкус и миризма. Цъфти през април и май.

## Разпространение
Разпространено е в Европа, Кавказ, Предна и Средна Азия и Северна Африка. Пренесено е и в Америка. Среща се в България из горите (по-близо до тяхната периферия) и сенчестите места предимно в планинските райони до 1050 м надморска височина.

## Употребяема част
Използват се стръковете – предимно в прясно състояние. Бере се  през април – юни.

## Приложение
В нашата народна медицина като пикочогонно и потогонно средство, против кашлица и скорбут, като глистогонно средство и др. Употребява се и за подправка за салата вместо чесън. Счуканите семена от билката могат да се употребяват вместо горчица, както и за подправка и синапизми.

## Начин на употреба
1-2 супени лъжици ситно нарязана или счукана прясна билка се залива с една чаена чаша (250 g) вряла вода. След изстиване се прецежда и се пие няколко пъти на дневно.
Външно – счуканата свежа билка се прилага за трудно зарастващи гнойни рани.